# Pissonotus giffardi
Pissonotus giffardi är en insektsart som beskrevs av Van Duzee 1925. Pissonotus giffardi ingår i släktet Pissonotus och familjen sporrstritar. Inga underarter finns listade i Catalogue of Life.